# Дензитометрија лумбалне кичме
Дензитометрија лумбалне кичме је брза, прецизна, поновљива и неинвазивна метода са минимумом зрачењем, која је уз помоћ DЕXA уређаја омогућила масовно коришћење дензитометрије у дијагностици и превенцији остеопорозе лумбалне кичме и праћењу учинка лечења. Како се само 20% -30% прелома пршљенова клинички манифестује остали преломи у остеопорози лумбалне кичме откривају се најчешће приликом рендгенског снимања лумбално-сакралног дела или неког другог дела кичме због болова, након затворених или других повреда, као и при рендгенском снимању срца и плућа или током редовних систематских прегледа. На основу ових података може се закључити колико велики значај може имати масовна превентвна примена дензитометрија лумбалне кичме.
Само снимање лумбалног дела кичме обавља се двоенергетском апсорциометријом Х-зрацима (енгл. Dual-energy X-ray absorptiometry, DЕXA) или проласком енергије фотона у постериорно-антериорној (ПА) и латералној пројекцији. У пракси се међутим таква снимања називају антеро-постериорним (АП), вероватно због тога што се класично рендгенско снимање кичме врши у АП-пројекцији.

## Основни појмови
Остеопроза је системско, метаболичко обољење скелета које се одликује смањењем коштане масе и нарушавањем микроархитектуре коштаног ткива, што за последицу има повећану склоност ка преломима. Она је најчешћи узрок микрофактура и прелома костију, деформитета и инвалидитета старијих особа, посебно жена у менопаузи.
Метаболизам костују регулисан је утицајем већег броја хормонских чинилаца и локално произведеним факторима раста. Додатни утицаји укључују исхрану (унос калцијума) и ниво физичке активности. 
Остеопороза је дуго асимптоматска болест, код које су први симптом најчешће акутни болторакалне кичме, а испољава се у већ одмаклом процесу ресорбовања кости. Током 10 до 15 година после менопаузе испољава се хиперкифоза грудне кичме, промена односа органа грудне дупље праћена редукцијом виталног капацитета плућа. Остеопороза тип један карактерише се преломима тела пршљена и дисталног пречника, а остеопороза тип два преломима у зглобу кука. 
Рендгенграфија представља најдоступнији и најчешће примењивани метод прегледа коштаног система у клиничкој пракси. Међутим радиографски остеопенија постаје видљива тек када губитак коштане масе пређе 30%. 
Квантитативна компјутеризована томографија(QCT) користи се за мерење праве коштане густине, при чему се посебно анализира трабекуларне кост. 
Ултразвук се користи за мерење масе костију прорачунавањем разређења сигнала приликом његовог проласка кроз кост или мерења брзине којом пролази кроз кост. 
Златни стандард у дијагностици остеопорозе постала је двоенергетска рендгенска дензитометрија или DEXA метода мерења густине костију у пределу лумбалне кичме или кука.

## Постериорно-антериорна DЕXA кичме
Дезитометријска анализа лумбалне кичме DЕXA методом стандардно обухвата подручје од првог лумбалног (L1) до четвртог лумбалног (L4) пршљена. Међутим анатомске варијације понекад отежавају добар избор положаја, односно висине појединих пршљенова, а тиме уједно и анализу. Будући да дензитометријски уређај има референтне вредности густине минерала у костима (енгл. bone mass density, BMD) за сваки лумбални пршљен засебно, почевши од L1 до L4, прецизан одабир лумбалних пршљенова је јако важан због добијања тачних вредности BMD (како приликом иницијалног тако и током контролних дензитометријских снимања). За оријентацији, односно проналажење положаја L1 пршљена, у пракси се користи висина доњег пара ребара, који је у највећем броју случајева у подручју дванаестог грудног пршљена (Тh12). Међутим, како је код око 12,5% жена најнижи пар ребара положен у висини једанаесто грудног (Тh11) пршљена, анализом регије L1 до L4 у којој је Тh12 пршљен проглашен за L1, укупни БМД тог подручја показиваће лажно нижу вредност.

## Латерална DЕXA кичме
У ПА пројекцији понекад лоши резулатати могу лажно повисити укупну вредност минералне густине кости, због постојање лукова и трнастих наставака пршљенова, дистрофичне калцификације, дегенеративних промене и калцификација аорте.
Лажне вредности се могу избећи снимањем и анализом лумбалне кичме у латералном положају болесника (тзв латерални DЕXA). Тако су у овом положају могу елиминисати постериорни елементи пршљенова и део кортикалне кости и тиме добити вредности које укљућују већи део трабекуларне кости. Међутим идеалну анализу са потпуном елиминацијом кортикалног дела пршљена није могуће у целости постићи, јер је део кортикалног дела ипак обухваћен анализом. 
Идентификација пршљенова снимљених у латералном положају понекад може бити отежана: 
- Јер је L4 пршљен обично прекривен костима карлице (у 80% особа),
- Јер је L1 и L2 прекривен доњим паром ребара, чиме се смањује „прозор“ за анализу.
- Јер за интерпретацију налаза, према класифкацији СЗО, постоје само референтне вредности за DЕXA ПА-снимке лумбалне кичме, бедрену кост и подлактицу, а нема расположивих података потребних за интерпретацију латералног DЕXA лумбалне кичме.[3]

## Процена прелома кичмених пршљенова применом DЕXA-уређаја са VFA
Надоградња DЕXA-уређаја новим компјутерским програмима под називом IVA (енгл. Instant Vertebral Assessment) или VFA софтвера за за процену прелома кичмених пршљенова (енгл. Vertebral Fracture Assessment), омогућено је снимање тораколумбалне (груднослабинске) кичме (Th4-L4) у циљу детекције прелома пршљенова. 
Уз помоћ VFA софтвера (енгл. Vertebral Fracture Assessment) снимање траје јако кратко (свега 10 до 15 секунди), а доза зрачења за болесника је знатно мања него приликом стандардног рендгенског снимања (нпр 3 μSV за подручје Th4-L4 код VFA снимања, а 600 μSV за стандардни рендгенски снимања лумбалне кичме). 
Након снимања DЕXA-уређајем врши се мануелна или аутоматска анализа VFA-слика, а резултати се изражавају у степенима, односно проценту деформације пршљенова применом методе семиквантитативне анализе по Генанту. 
Недостаци
Недостатци ове методе су:
- Слабија резолуција слика у поређењу са стандардним рендгенограму,
- Слабија визуализација изнад нивоа Th7 пршљена
- Проблем интерпретације прелома пршљенова код изражених дегенеративних промена.[4]

TBS скор
TBS скор (енгл. Trabecular Bone Score) један је од нових програмских софвера DЕXA-уређаја омогућио је допуну рутинског дензитометријског снимању. Наиме TBS скор врши анализу DЕXA-снимака лумбалне кичме са могућношћу детаљног приказа микроархитектуре кости и добијање податке важних за предвиђање ризика за настанак прелома.